# Иран на летних Олимпийских играх 1964
Иран принимал участие в Летних Олимпийских играх 1964 года в Токио (Япония) в шестой раз за свою историю, и завоевал две бронзовых медали.

## Медалисты
| Медаль | Спортсмен               | Вид спорта | Дисциплина                        |
| ------ | ----------------------- | ---------- | --------------------------------- |
| Бронза | Али Акбар Хейдари       | Борьба     | Мужчины, вольная борьба, до 52 кг |
| Бронза | Мохаммад Али Санаткаран | Борьба     | Мужчины, вольная борьба, до 78 кг |